# Leymus flexus
Leymus flexus är en gräsart som beskrevs av Lian Bing Cai. Leymus flexus ingår i släktet strandrågssläktet, och familjen gräs. Inga underarter finns listade i Catalogue of Life.